# サヴォワ県
サヴォワ県（サヴォワけん、Savoie）は、フランスのオーヴェルニュ＝ローヌ＝アルプ地域圏の県である。

## 由来
サヴォワ（イタリア語ではサヴォイア）という地名は、歴史家マルケリヌス・アンミアヌスが354年に記したラテン語のサパウディア（Sapaudia）に由来する。ガリア人は一帯をサポ（Sapo）と呼んだ。どちらも「毛皮の国」を意味していた。この名が、サバウディア（Sabaudia）、サボグラ（Sabogla）、サボイア（Saboia）、サヴォジア（Savogia）、最終的にサヴォワとなった。この名が知られたのは4世紀後半のアンミアヌスの記録、5世紀の年代記ノッティティア・ディニタトゥム、511年のガリカ年代記（fr、18世紀にマドリードで発見された写本）であった。

## 地理

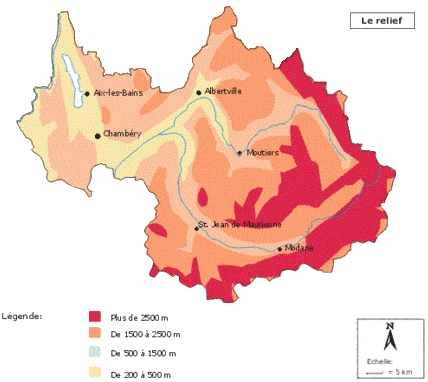
サヴォワ県の標高を示す図。色が濃いほど標高が高くなる

サヴォワ県は地域圏面積の約14%を占める。県境を接しているのはオート＝サヴォワ県、アン県、イゼール県、オート＝アルプ県である。東側はイタリアと国境を接する。
サヴォワ県の大半は、ボージュ山地、シャルトルーズ山地、ヴァノワーズ山地、ボーフォルタン山地といった山地である。ジュラ山地の最南端が県内にあるが、前述した山地より標高は低い。イズラン峠近くに源を発するイゼール川とアルク川が県内を流れる。かつての交通の要所で現在は経済と観光の盛んなコンブ・ド・サヴォワ（fr）において、アルク川はイゼール川に合流する。2つの川は、ブルジュ湖（氷河湖としては国内最大で最深）とエグブレット湖へ注ぐ。
サヴォワ県は305のコミューンで構成される。県内で人口が多いコミューンは、シャンベリとエクス＝レ＝バンである。

## 気候

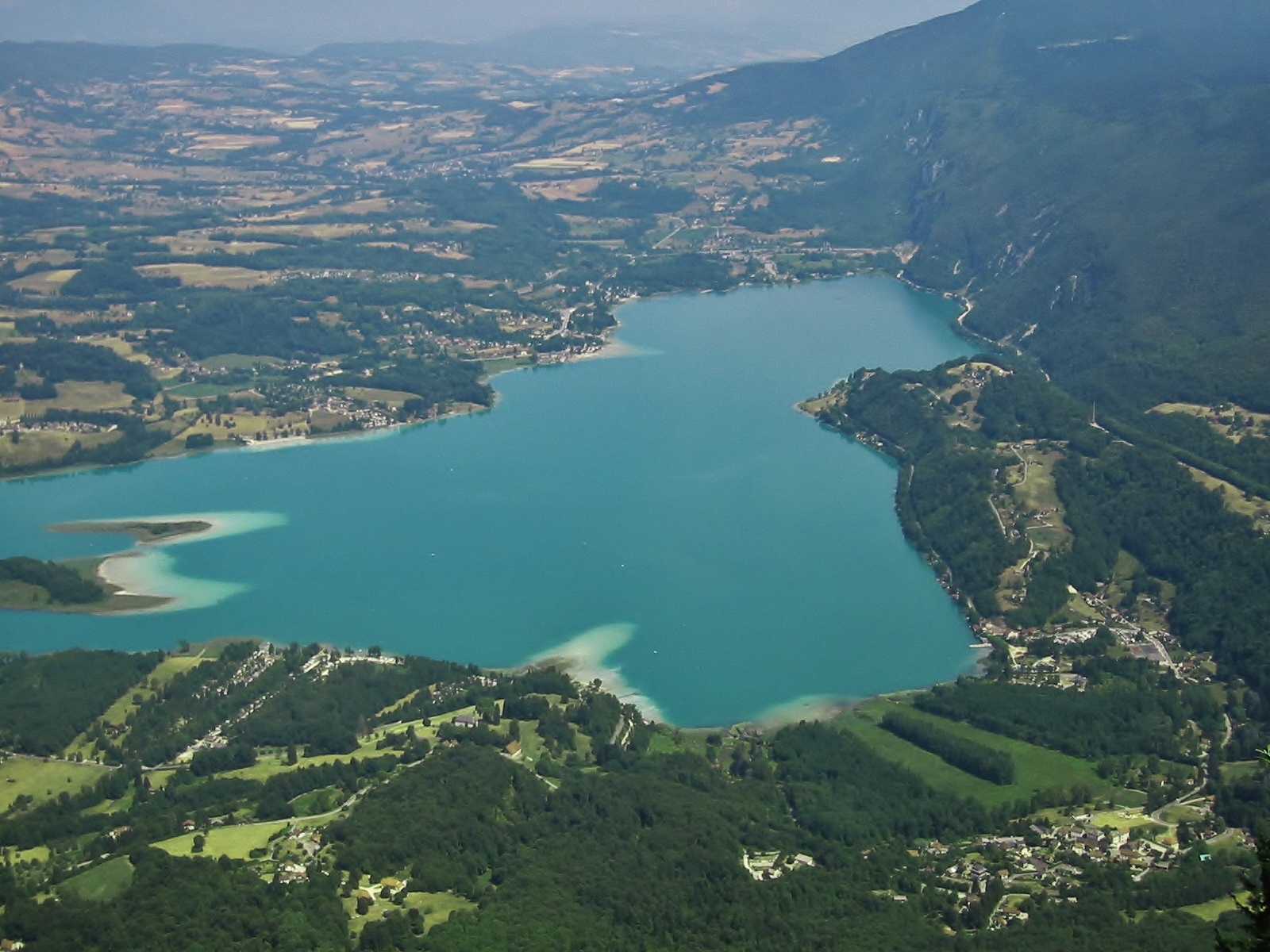
エグブレット湖

サヴォワ県は、1500mほどの中程度の山地にあるため山岳気候（en）である。しかし全体が同じ気候ではなく、様々な気候の影響が存在する。海洋性気候、大陸性気候（暑い夏と寒い冬）、地中海性気候（夏には熱波をもたらす）だけでなく、山や谷の自然環境（標高や地形）によっては独自の微気候が存在するのである。県東部は記録的な豪雪を記録し、スニ山中にあるロンバルドではフェーン現象が起きる。
例として、サン＝ジャン＝ド＝モーリエンヌのあるモーリエンヌ谷は、サヴォワ県で最も日照時間が長く気温が高い。対照的にボージュ山地、シャルトルーズ山地は西風や暴風の影響を受けやすい。サヴォワ県はオート＝サヴォワ県よりも気温が高い。
サヴォワ県は降雨量が十分にあり、夏期の干ばつで水不足が起きる心配はないとされてきた。だが、気候変動が進むに連れ、1950年に気象観測が始まって以降、夏の平均気温が上昇し、雪山が減少している。降雨量はさほど変わらず、サヴォワ県はいわば「水の城」（château d'eau）である。
しかし、2003年から2006年に起きた干ばつでは、山地での飲料水の確保、フランス電力公社による山地での水源の分担、人工降雪、また冬期の観光業や農業との緊張を引き起こし、緊急会議が招集された。モーリエンヌ谷の高地では既に断続的な水不足が始まっており、ボーフォール (チーズ)の生産は水不足のため生産量が減少する事態となっている。

## 歴史
数世紀もの間、サヴォワはサヴォイア家の治めるサヴォイア伯国、のちサヴォイア公国、サルデーニャ王国の一部であり、16世紀以降幾度もフランス王国に占領された。歴史的なサヴォイアの首都はシャンベリである。
1792年から1815年の間はモンブラン県（1798年から1814年までジュネーヴ県）に統合されていた。1860年3月、住民投票によってサヴォワとニース伯領（アルプ＝マリティーム県）はフランスに併合された。
1942年11月から1943年9月まで、サヴォワ県はイタリアのファシスト政権に占領されていた（イタリア南仏進駐領域）。
1992年、アルベールヴィルでアルベールヴィルオリンピックが開催された。

## 人口統計
| 1968年  | 1975年  | 1982年  | 1990年  | 1999年  | 2006年  | 2009年  | 2012年  |
| ------- | ------- | ------- | ------- | ------- | ------- | ------- | ------- |
| 288 921 | 305 118 | 323 675 | 348 261 | 373 258 | 403 110 | 411 007 | 421 105 |

出典:SPLAF、2008年以降INSEE

## 交通
- 自動車 - サヴォワ県では、自動車を所有しない世帯が16.8%である一方、自動車を1台所有する世帯は48.53%にものぼる。また、2台以上所有する世帯は34.67%である。
- 鉄道 - サヴォワ県内での鉄道利用者数は、2005年度で6,263,887人にのぼった。リヨン＝トリノ間を走る鉄道路の計画が持ち上がっている。このインフラストラクチャーが道路交通の軽減を促すとみられている。
- 航空 - 航空輸送分野は定期的に増加している。シャンベリ＝サヴォワ空港は、シャンベリの北にあるヴォリヤンにある。イギリスやデンマーク、スウェーデンへの国際線がある。

## 経済

### 農業

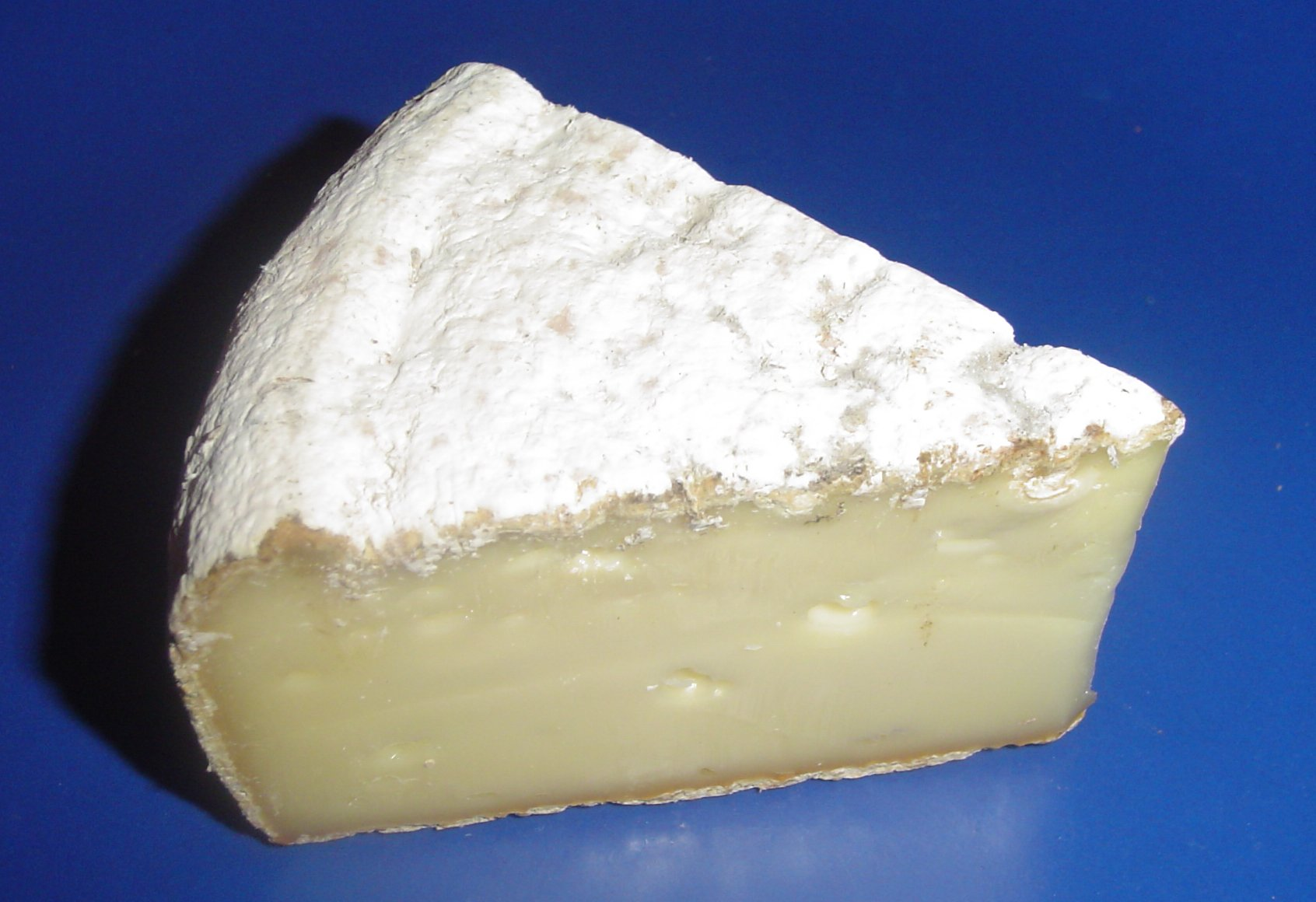
トム・ド・サヴォワ・チーズ

県の標高が高いため、チーズ生産が有名である。
- ボーフォール
- グリュイエール
- ルブロション
- タミエ
- トム・デ・ボージュ
- トム・ド・サヴォワ

次いでワイン、果物生産が知られる。

### 産業
アルミニウム加工業が知られている。また、水力発電が盛んである。

### 観光
19世紀後半以降、冬のスポーツが盛んとなってスキーの楽しめるサヴォワ県が注目された。クールシュヴェル、メリベル、レ・ムニュイール、ヴァル・トランスといったスキー場が知られる。ヴァル・ディゼール（fr）では2009年アルペンスキー世界選手権が開催された。古くからの温泉地、エクス＝レ＝バン、シャル＝レ＝ゾー（fr）などがある。

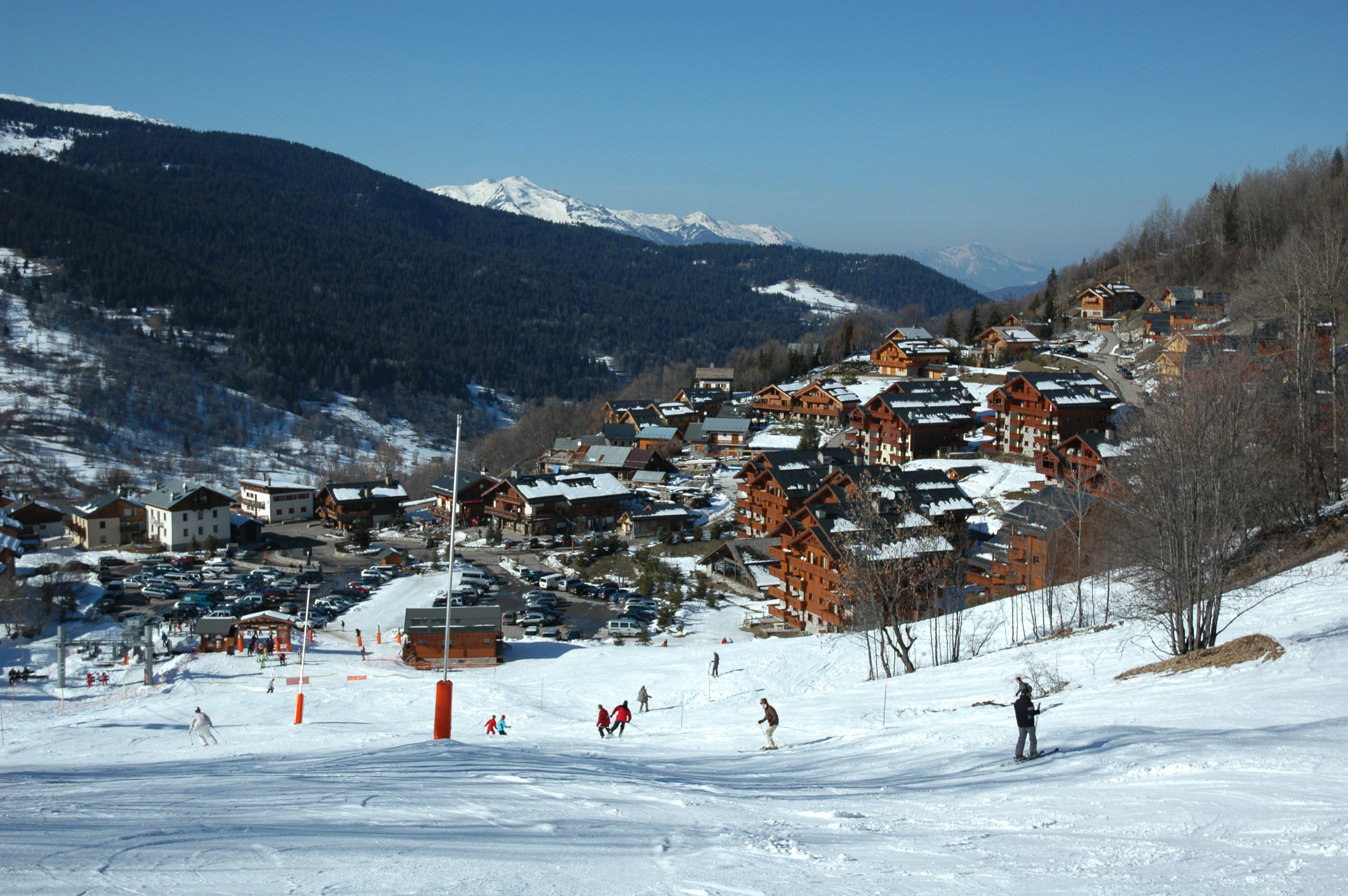
メリベルのスキー場
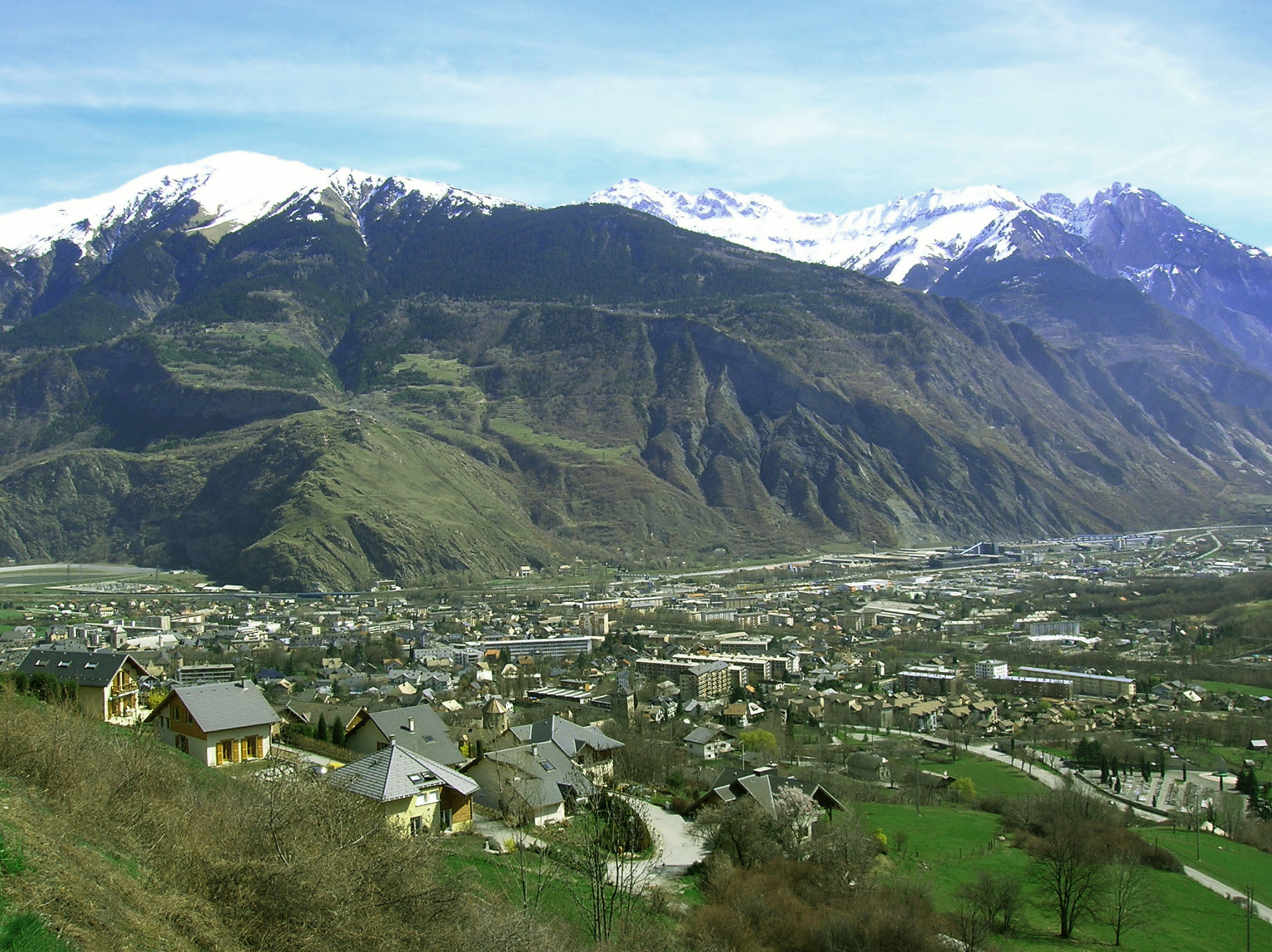
モーリエンヌ谷の風景
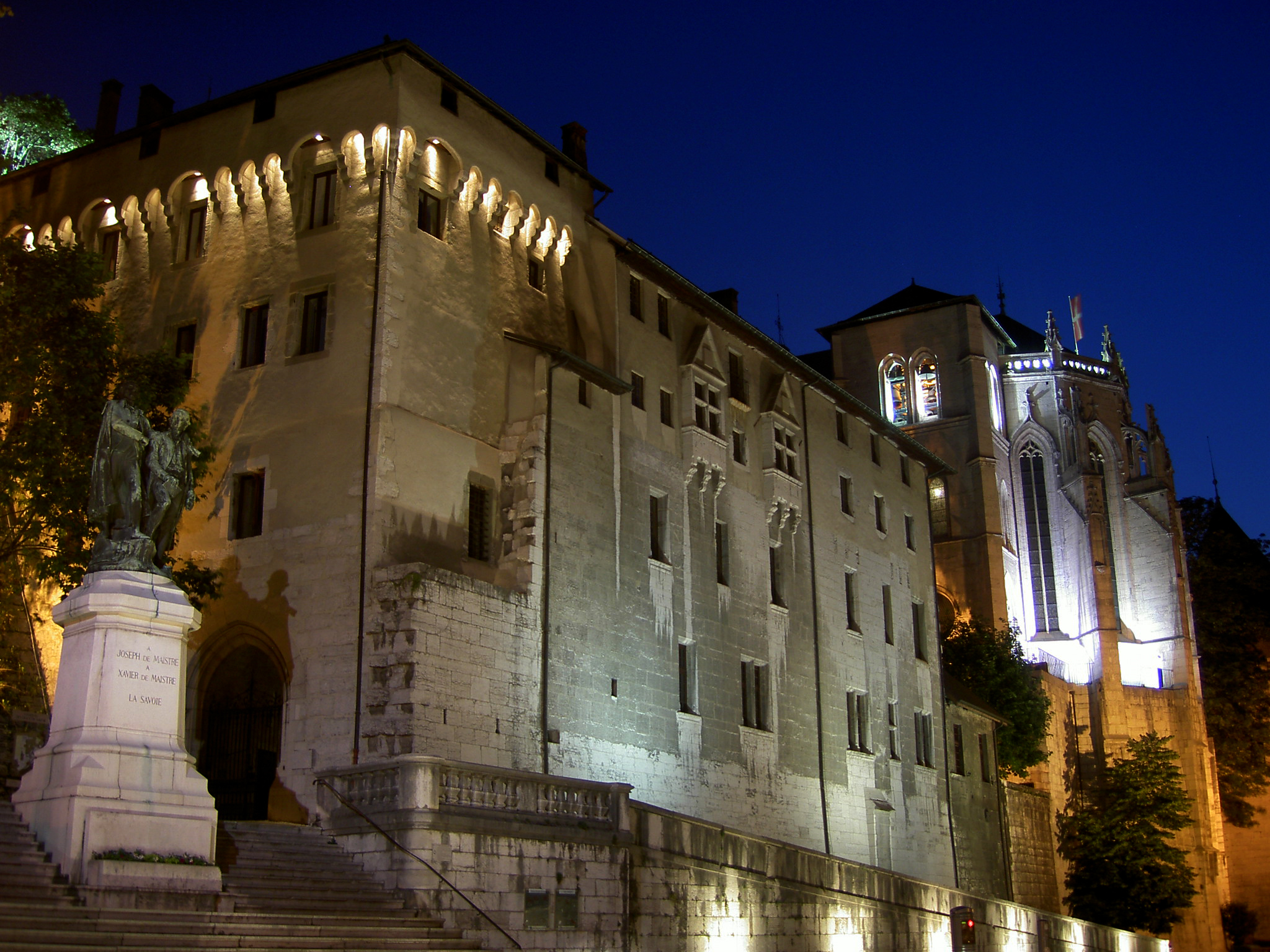
シャンベリにあるサヴォイア公宮殿
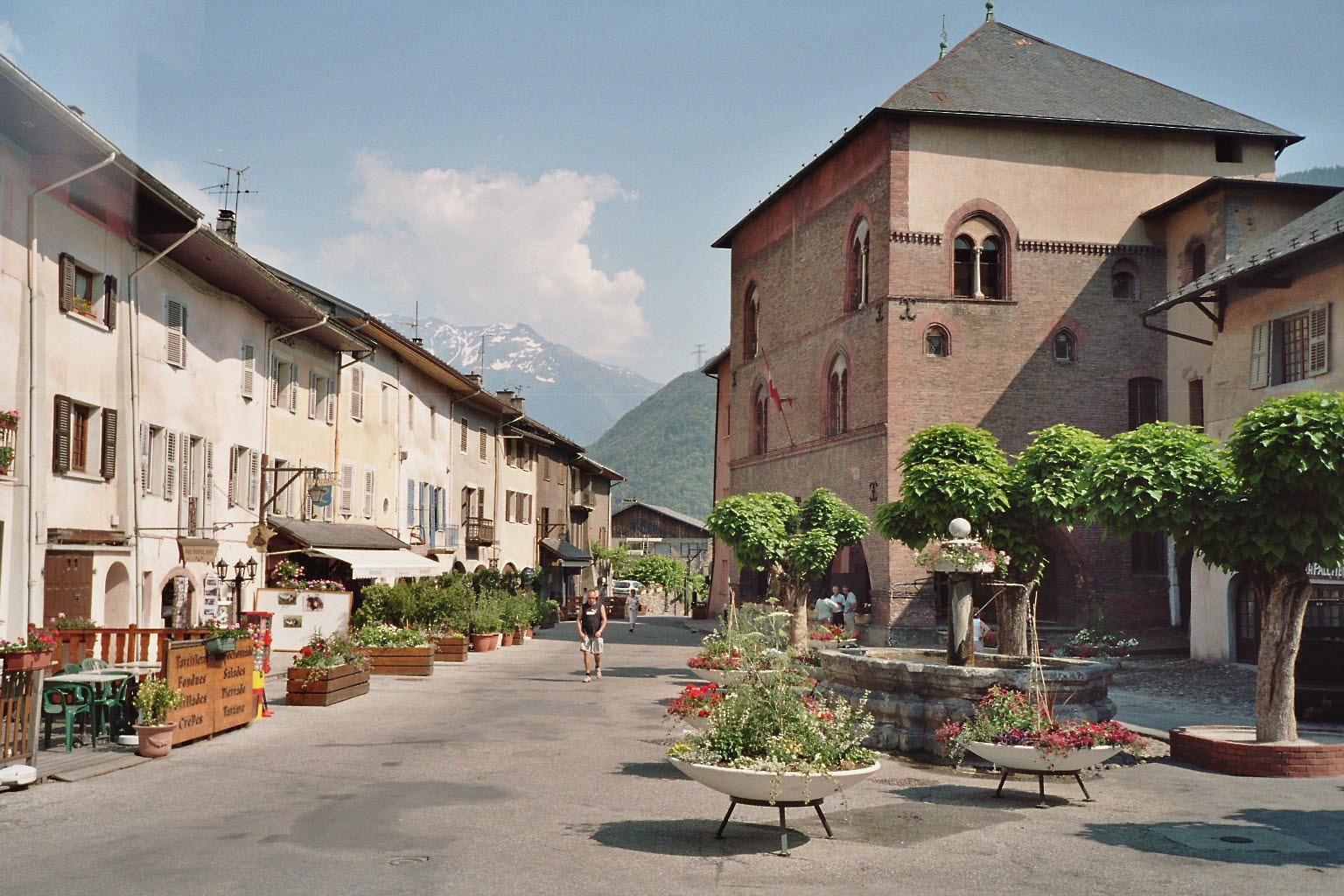
アルベールヴィルのコンフラン地区